# Classe Akatsuki (1901)
Pour les autres classes de navires du même nom, voir Classe Akatsuki.
La classe Akatsuki (暁型駆逐艦, Akatsukigata kuchikukan) est une classe de deux destroyers construits pour la Marine impériale japonaise par le chantier naval Yarrow Shipbuilders au Royaume-Uni.

Il ne faut pas les confondre avec ceux de la Classe Akatsuki de 1931.

## Contexte
Les destroyers de 3e classe Akatsuki ont été commandés dans le cadre du budget de l'exercice 1897, à la suite de la classe Ikazuchi. Les deux ont été commandées au constructeur britannique Yarrow Shipbuilders à Glasgow.

## Conception
Sensiblement identique aux destroyers de classe Ikazuchi, ils ont reçu une nouvelle conception de gouvernail mais gardent le même armement. Ils sont aussi identiques que les quatre cheminées de classe B (1913) de la Royal Navy.
Tous les navires avaient un pont type flush deck ou en dos de tortue (turtleback) permettant au gaillard d'avant d'être protéger des éclaboussure des vagues. Le pont avant et la plate-forme d'artillerie sont peu élevés au-dessus de l'arc.

Les navires ont été alimentés par des moteurs à vapeur à triples extension avec des chaudières à tubes d'eau. Le canon de 76 mm est monté dans un " kiosque à musique " sur le gaillard d'avant, les cinq canons Hotchkiss de 57 mm étaient répartis (deux devant la tourelle de commandement, deux entre les entonnoirs et un sur le gaillard d'arrière avec les deux tubes simples pour les torpilles).

## Service
Les deux destroyers de classe Akatsuki sont arrivés au Japon à temps pour être utilisé au cours de la Guerre russo-japonaise de 1904-1905. Durant la bataille de Port-Arthur l' Akatsuki a coulé sur une mine le 17 mai 1904.

En 1912, Le Kasumi a été reclassé comme destroyer de troisième classe, et retiré du service de combat en première ligne. Il a servi de navire auxiliaire jusqu'en 1920.

## Les unités
| Nom      | Quille           | Lancement       | Service          | Fin de carrière |
| -------- | ---------------- | --------------- | ---------------- | --------------- |
| Akatsuki | 10 décembre 1900 | 13 février 1901 | 14 décembre 1901 | coulé en 1904   |
| Kasumi   | 1er février 1901 | 23 janvier 1902 | 14 février 1902  | détruit en 1920 |